# Parangitia japix
Parangitia japix là một loài bướm đêm trong họ Noctuidae.